# Rajmundowo (Baraki Chotumskie)
Rajmundowo – część wsi Baraki Chotumskie (do 14 lutego 2002 wieś) w Polsce, położona w województwie mazowieckim, w powiecie ciechanowskim, w gminie Ciechanów. Wchodzi w skład sołectwa Baraki Chotumskie.
W latach 1975–1998 Rajmundowo administracyjnie należało do województwa ciechanowskiego. 15 lutego 2002 ówczesna wieś Rajmundowo (jak i ówczesna jej część Józefowo) częścią wsi Baraki Chotumskie.